# Philippe Henriot
Philippe Henriot (Reims, 7 gennaio 1889 – Parigi, 28 giugno 1944) è stato un politico francese.

## Biografia
Membro di organizzazioni d'estrema destra. Si formò nella destra cattolica; insegnò in una scuola cattolica della Gironda e suo padre fu, a Saint-Cyr, un condiscepolo del futuro maresciallo Pétain. Deputato (1932, Gironde; 1936), anticomunista, antisemita, contro i Francs Maçons e anti-parlamentare. Fu violentemente anti-hitleriano, prima di difendere vigorosamente, nel 1938, gli accordi di Monaco. Nel 1940, si schierò con il maresciallo Pétain e sostenne la politica della Révolution Nationale nei settimanali come Gringoire e Je suis partout. Divenne un acceso pro-tedesco nel giugno 1941, quando cominciò l'invasione tedesca della Russia. Il suo anti-comunismo fu molto più acceso e intenso del suo anti-germanismo.
Attivo collaborazionista si arruolò nella Milice française. Durante l'occupazione, parlò tutti i giorni a Radio Parigi per difendere il collaborazionismo, attaccare la France libre e i Francesi liberi del generale De Gaulle. Partecipò ad una guerra di "onde" che si svolse tra le radio della France libre (Radio Londres ecc.) e le radio della Francia occupata (Radio Parigi ecc.). Si batté particolarmente contro Pierre Dac e Maurice Schumann. Venne soprannominato il Goebbels francese. Una sua fedele radioascoltatrice sarebbe stata la moglie del maresciallo Pétain. L'invasione della Zona Libera nel novembre 1942 non gli impedì di continuare la sua propaganda.
Sotto la pressione delle truppe d'occupazione tedesche, Henriot diventò, il 6 gennaio 1944, segretario di Stato dell'Informazione e della propaganda del Governo di Vichy e nello stesso tempo Joseph Darnand venne nominato ministro incaricato del mantenimento dell'ordine. Laval si trovò solo a firmare il loro atto di nomina, avendo Pétain rifiutato di farlo. Il 10 maggio 1944, dalle onde di Radio Parigi se la prese con l'umorista Pierre Dac, emigrato in Inghilterra, del quale sottolineò le origini ebraiche e ne mise in dubbio l'amore per la Francia. Il commediografo gli rispose il giorno dopo da Radio Londres con il breve discorso «Bagatella sopra una tomba», nel quale dichiarò che suo fratello Marcel, caduto al fronte durante la Prima Guerra mondiale, aveva sulla sua tomba l'iscrizione «Morto per la Francia», mentre su quella di Philippe Henriot sarebbe stato scritto «Morto per Hitler, fucilato dai Francesi».
Pochi giorni dopo il COMAC (Comitato d'azione militare) ricevette l'ordine di rapire o di uccidere Henriot. Charles Gonard, detto Morlot, fu incaricato della missione. Accompagnato da un gruppo di resistenza, uccise Philippe Henriot il 28 giugno 1944 alle ore 5:30 al Ministero dell'Informazione, 10 rue de Solferino. Niente venne fatto alla moglie di Henriot, che si trovava nella stanza. Suo figlio, membro del NSKK (Nationalsozialistische Kraftfahrkorps) era ripartito la vigilia per il fronte. Per rappresaglia, tre membri della Milice uccisero Georges Mandel. Altri atti di violenza ebbero luogo in tutta la Francia, particolarmente a Rillieux-la-Pape, nei pressi di Lione, dove il miliziano Paul Touvier fece uccidere sette ebrei per vendicare la morte di Henriot.